# Sonia Maccioni
Sonia Maccioni (* 5. März 1966) ist eine ehemalige italienische Marathonläuferin.
1996 wurde sie Vierte beim Paris-Marathon. Bei den Halbmarathon-Weltmeisterschaften in Palma kam sie auf den 24. Platz und gewann mit der italienischen Mannschaft die Bronzemedaille. 
1997 wurde sie Dritte beim Halbmarathonbewerb des Marrakesch-Marathons und Achte beim Boston-Marathon, erreichte aber beim Marathon der Leichtathletik-Weltmeisterschaften in Athen nicht das Ziel. Bei den Halbmarathon-Weltmeisterschaften in Košice belegte sie den 45. Platz.
1999 wurde sie als Gesamtsiegerin beim Venedig-Marathon italienische Meisterin.

## Persönliche Bestzeiten
- Halbmarathon: 1:12:04 h, 5. Januar 1997, Marrakesch
- Marathon: 2:28:54 h, 24. Oktober 1999, Venedig